# Бродівська синагога
Велика бродівська синагога — колишня синагога у місті Броди на Львівщині. Кам'яна будівля, зведена у XVIII столітті. Нині перебуває в аварійному стані. Синагога має статус пам'ятки архітектури національного значення під охоронним № 403.

## Розташування
Синагога розташована на південному заході від площі Ринок, на сучасній вулиці Гончарській.

## Історія

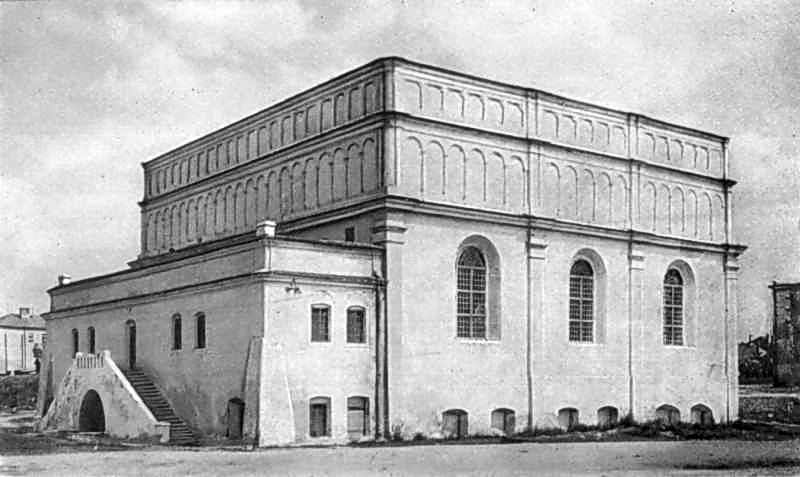
Початок XX ст.

Перші згадки про дерев'яну синагогу в Бродах належать до кінця XVI ст. Через часті пожежі заможна єврейська громада міста вирішила збудувати муровану синагогу. Кам'яна синагога збудована на місці дерев'яної, яка згоріла. 1742 року розпочато будівництво. Про це свідчить напис на східній стороні аттика, також про це йдеться в описі синагог Золочівського округу від 1826 року. Наріжний камінь під «Велику» синагогу заклав Іцхак Горовіц, син Якова Горовіца з Болехова, а кошти на її спорудження дав Яков Іцкович, син Іцхака Круківера. Реставрована 1777 року. З історією Великої Бродівської синагоги пов'язано чимало легенд та переказів (про засновника хасидизму Баала Шем Това, єврейського чудотворця та рабина Шуліма та інших). У травні 1859 року синагога постраждала під час великої пожежі, яка знищила більшу частину Бродів. На початку XX століття проводились ремонтні роботи, про що свідчить напис з північного боку західної прибудови споруди, датований 1903 роком. Значних пошкоджень синагога зазнала під час другої світової війни: були втрачені південна та північна прибудови.
У середині 1960-х років проведено ремонт споруди та у приміщенні синагоги облаштували склад. Через постійне протікання даху будівлею припинили користуватися, і вона стала пусткою, що згодом призвело до швидкої руйнації. 1991 року міська рада очолювана Дмитром Чоботом намагалася провести реставрацію споруди з метою пристосування її для картинної галереї. Однак, через складну економічну ситуацію, задум не був втілений. Тепер пам'ятка перебуває в аварійному стані й руйнується під впливом людського недбальства та природних явищ.

## Архітектурні особливості
Кам'яна будівля квадратна в плані, головний об'єм кубічний, зального типу. Споруда оборонного типу (отвори в її аттику були свого роду амбразурами). Із західної та північної сторони примикають одноповерхові прямокутні в плані приміщення. Аналогічне приміщення на південному фасаді втрачено. Споруду завершує двоярусний аттик. Нижній ярус аттика декорований глухою аркадою, верхній — плоскими восьмикутниками, зі східного боку аттик прикрашений бароковим картушем з написами та волютами.
Пілястри тосканського ордера розчленовують фасади на три ланки з напівциркульними вікнами. В інтер'єрі чотири міцних стовпи, з'єднані підпружними арками, несуть систему хрестових склепінь. Стіни оформлені пілястрами йонічного ордеру, з трьох боків, крім західного, прикрашені сліпою аркадою, що розміщена на висоті 2,5 м.
До південної сторони прилягає одноповерхова прибудова жіночого молитовного залу (до сьогодні не збережено).

## Стан на початок XXI століття
Нині божниця знаходиться в руїні. Втрачені північна та південна прибудови будівлі. Літом 1988 року обвалилася західна стіна, а починаючи від 2006 року систематично почали обвалюватися склепіння.
У квітні 2019 року місцевим активістом встановлено нові двері.
4 серпня 2019 року, в рамках третього фестивалю класичної музики LvivMozArt, на руїнах синагоги відбувся симфонічний концерт-реквієм, присвячений австрійському письменнику та публіцисту Йозефу Роту. У концерті було задіяно понад 200 митців та зіркових солістів з усього світу.
У березні 2021 року впала одна з колон та провалилася частина даху.

## Галерея

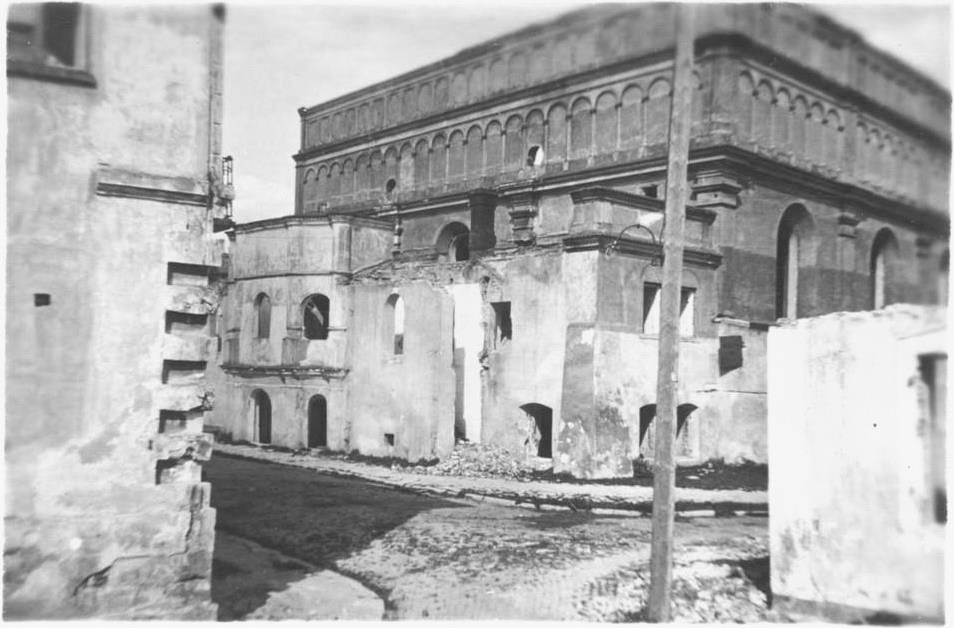
Бродівська синагога 1930-ті роки
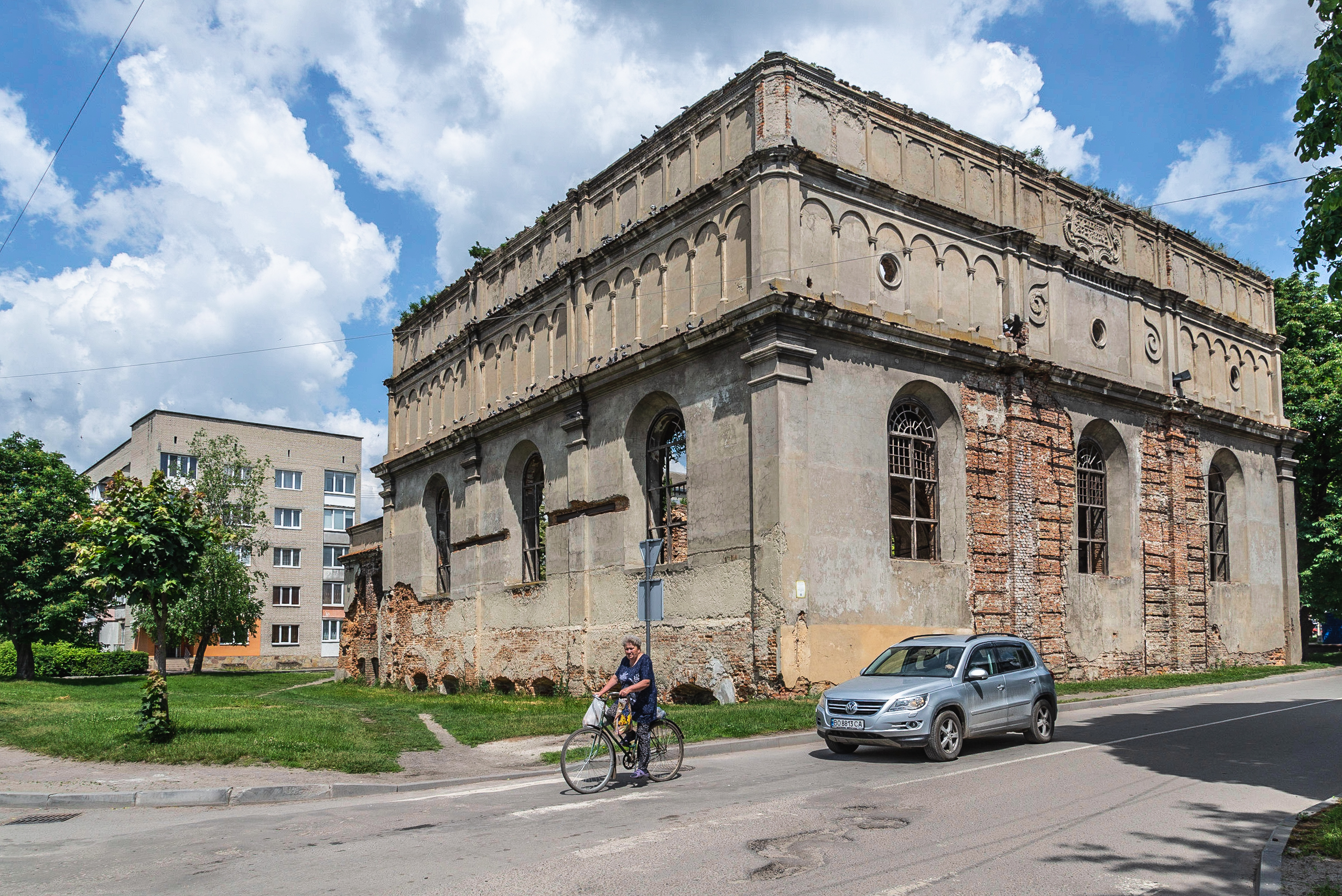
Бродівська синагога
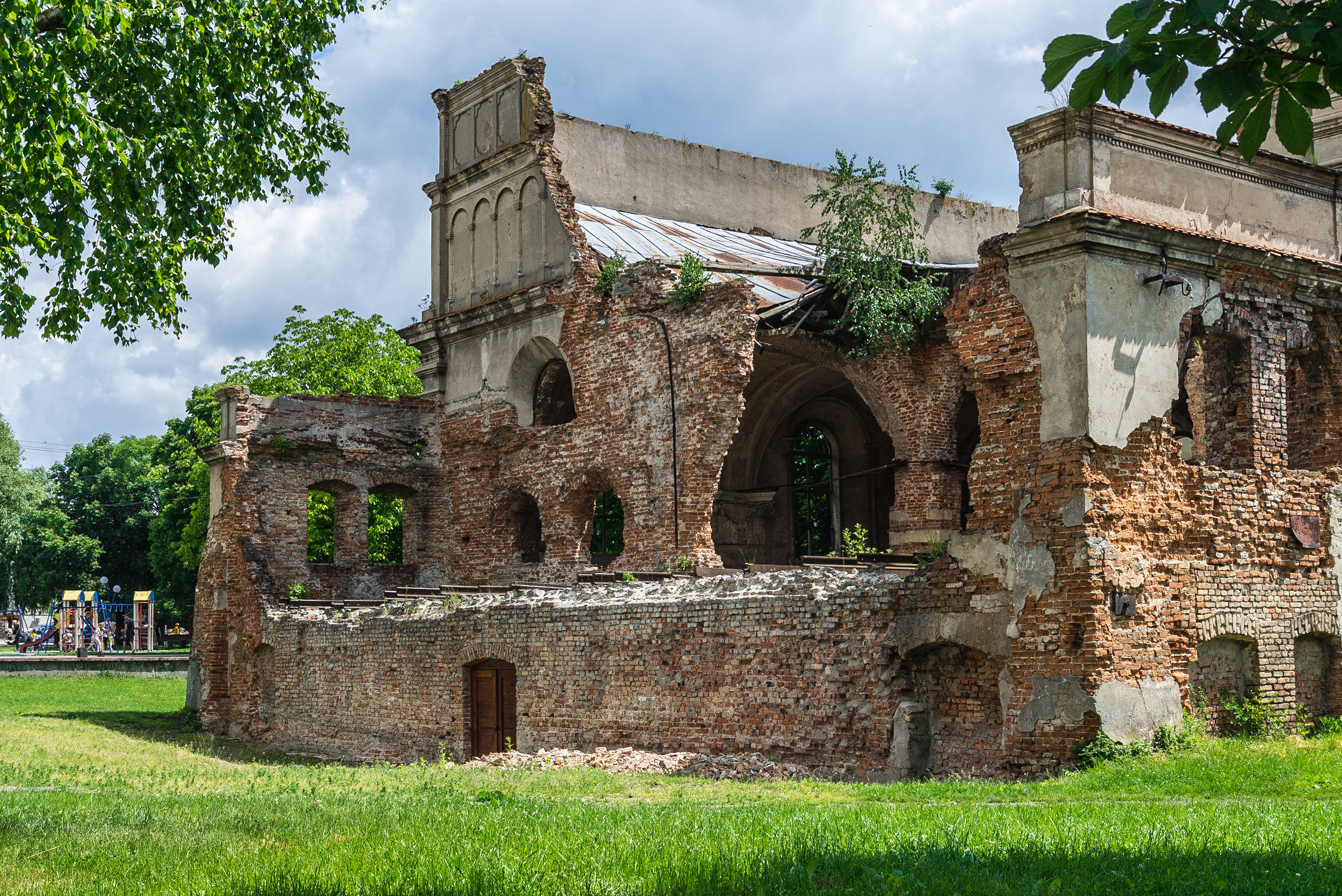
Руїни синагоги
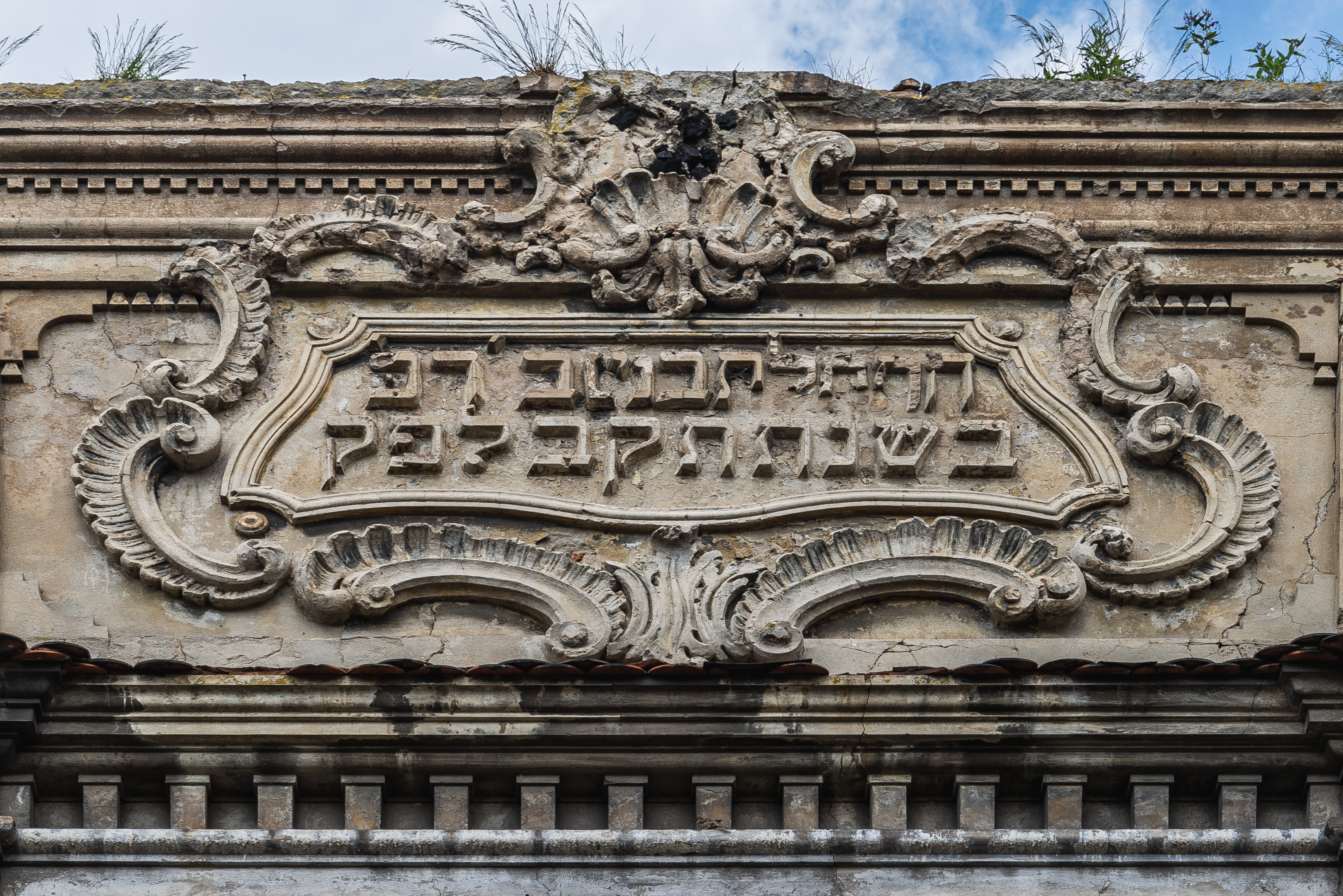
Аттик синагоги прикрашений бароковим картушем з написами
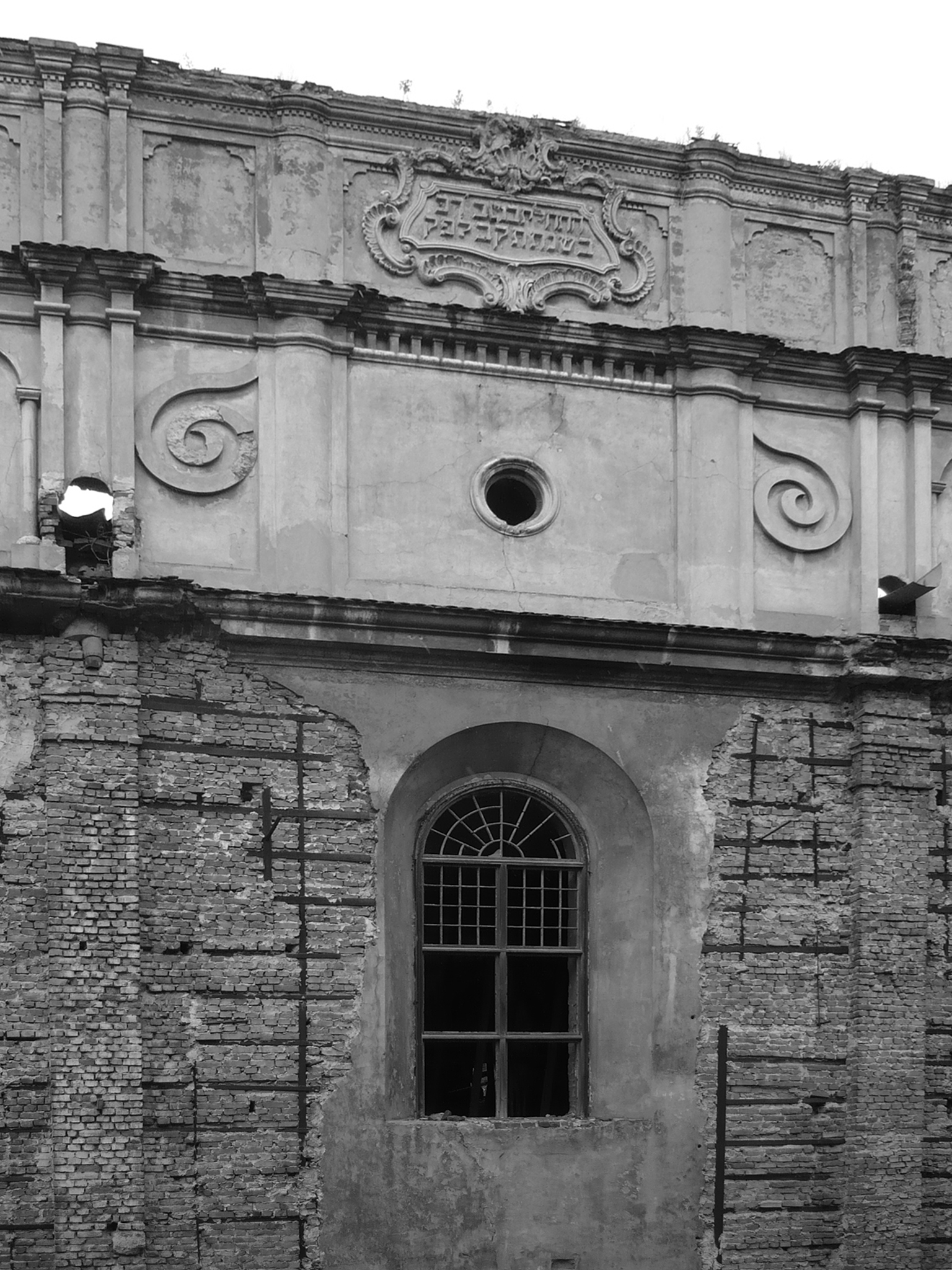
Східний фасад синагоги
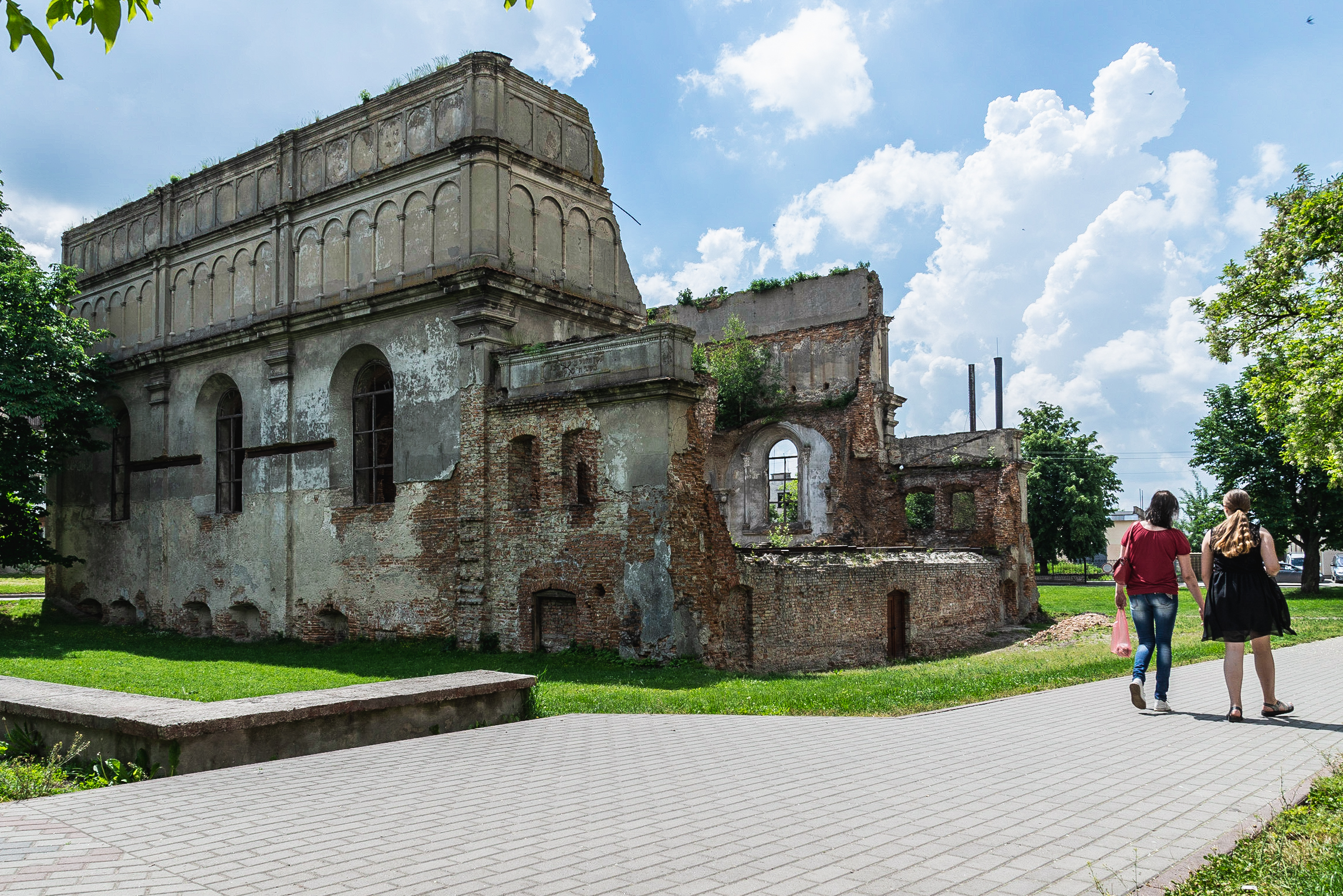
Руїни синагоги
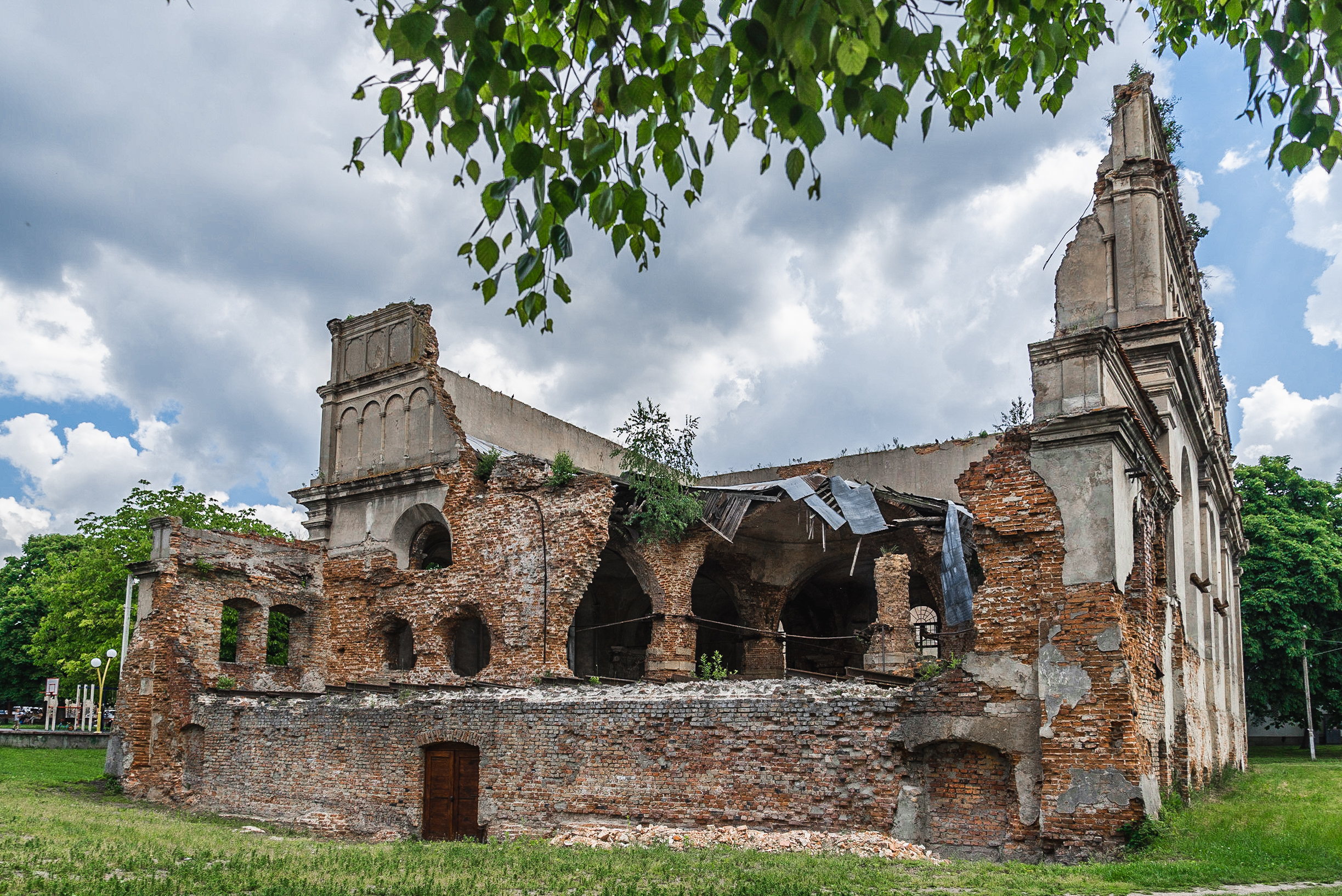
Руїни синагоги
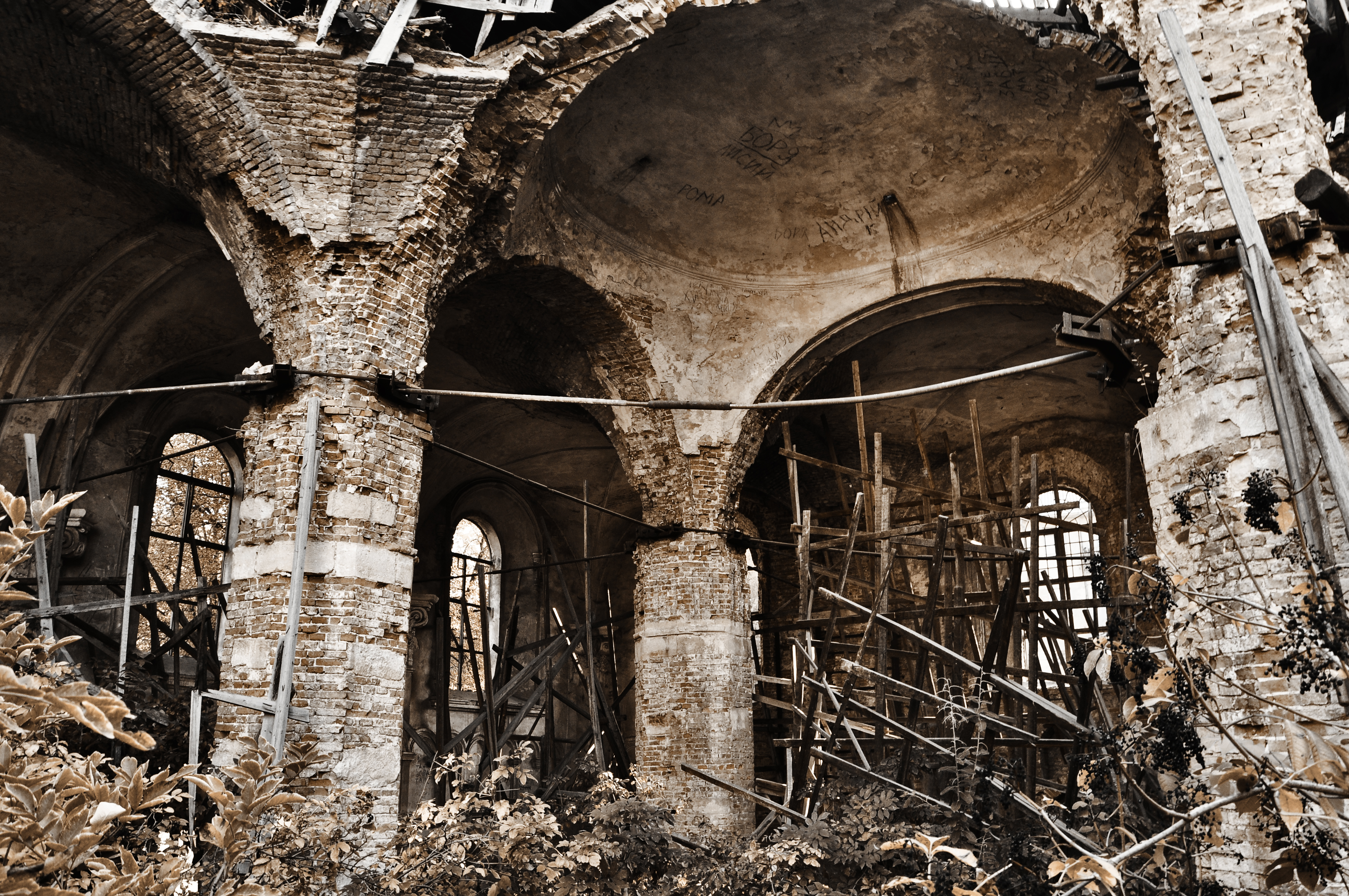
Руїни синагоги
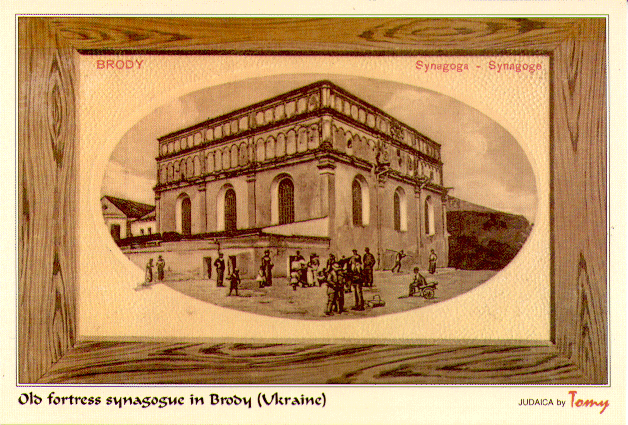
Бродівська синагога поштівці ХІХ століття
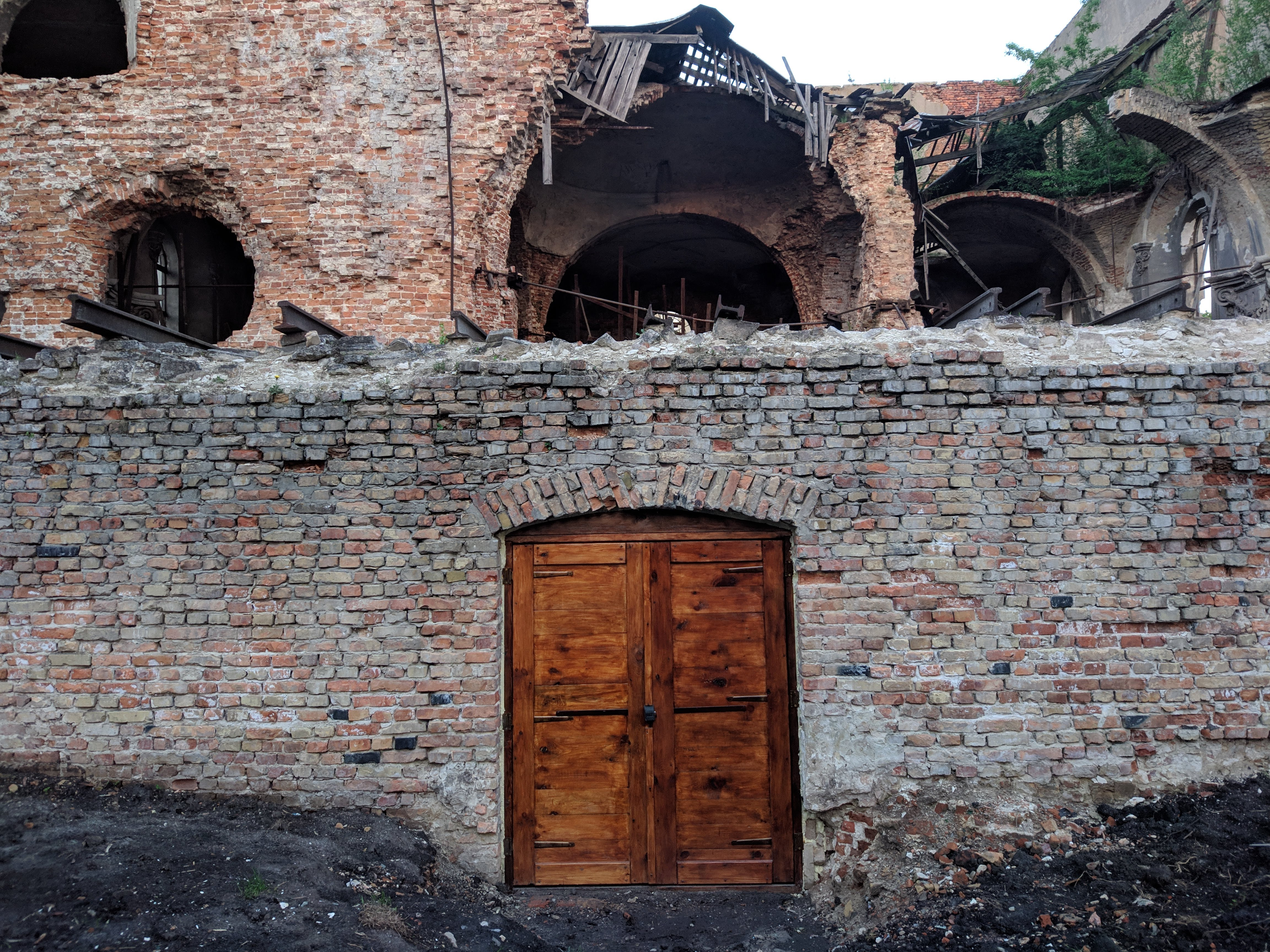
Головний вхід до синагоги (відновлений 2019 р.)
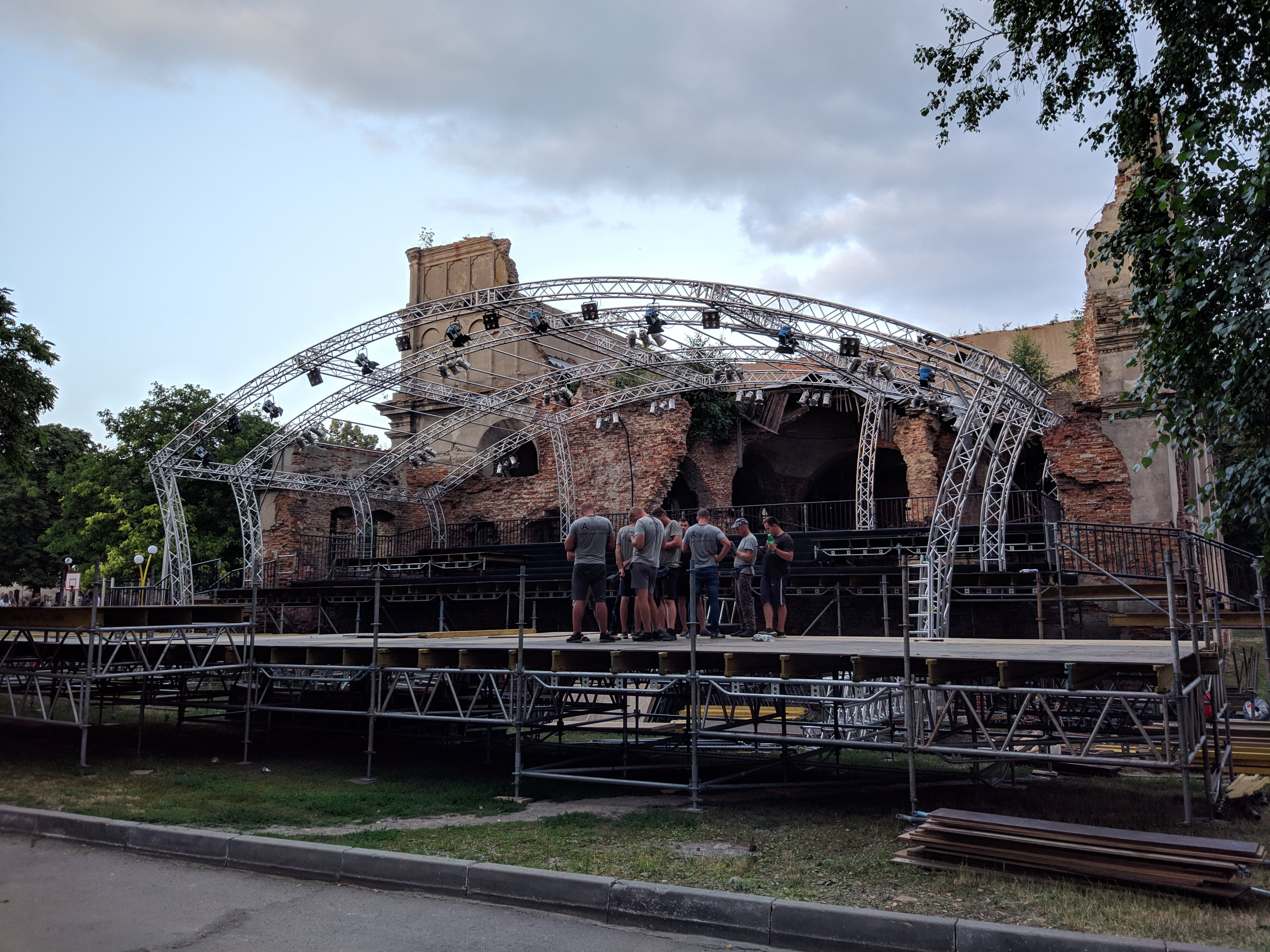
Монтаж сценічних конструкцій для концерту Пам'яті Йозефа Рота в рамках проєкту фестивалю «LvivMozArt 2019»